# Gymnothorax kidako
Gymnothorax kidako är en fiskart som först beskrevs av Temminck och Schlegel, 1846.  Gymnothorax kidako ingår i släktet Gymnothorax och familjen Muraenidae. Inga underarter finns listade i Catalogue of Life.